# ヒュンダイ・ダイナスティ
ヒュンダイ･ダイナスティ（Hyundai Dynasty）は、韓国の現代自動車が生産していた乗用車である。

## 概要
1992年に発売されたニューグレンジャーをベースとした大型セダンで、1999年にエクウスが発売されるまでは同社のフラッグシップモデルであった。2005年には生産を終了。

## 歴史
- 1996年5月 - 発売開始。　搭載エンジンはV6 3000cc/V6 3500ccの2種。
- 1997年 - 1998年モデルを発売。　通称名を「ニューダイナスティ」に変更、グリルデザイン等が変更された。また、V6 2500ccエンジン搭載の「シグネチャー」、3000ccエンジン搭載車の新グレード「SV」、3500ccエンジン搭載のリムジンを追加。
- 1999年4月 - エクウスを発売。これに伴いV6 3500ccモデル、リムジンが廃止された。 2500ccに新グレード「シグネチャーSV」を追加。
- 2003年3月[1] - フェイスリフトを実施、2003年モデルを発売。　グリル、アルミホイールデザインを変更、リアコンビランプのフラッシャーランプがアンバーからクリアに変更された。
- 2005年 - 生産終了

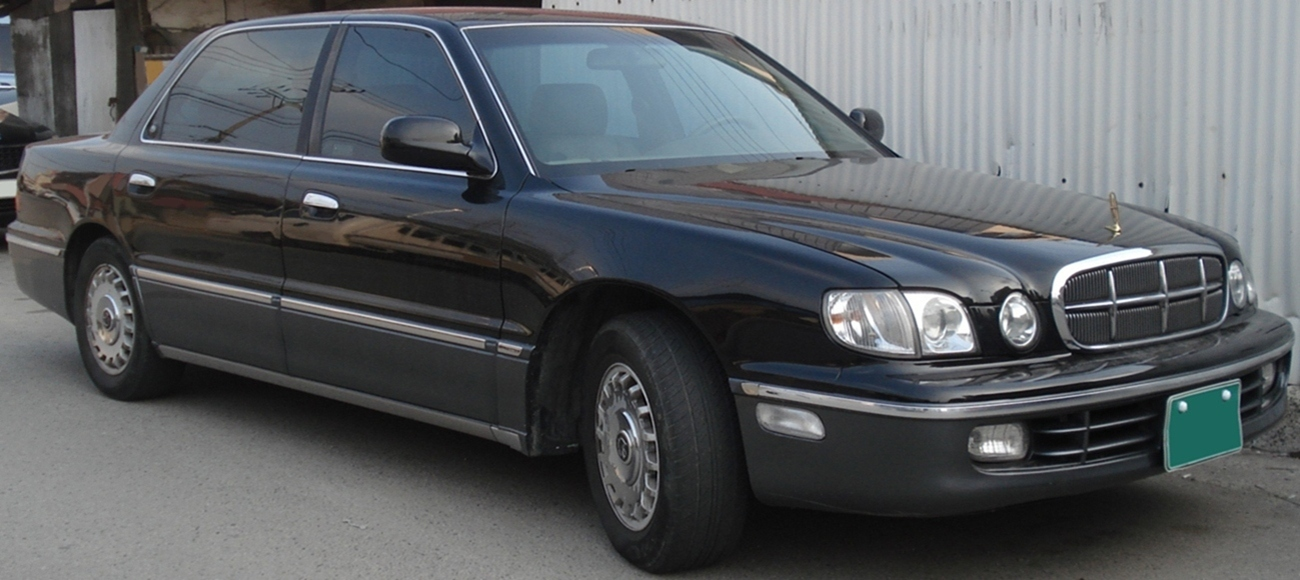
リムジン フロント
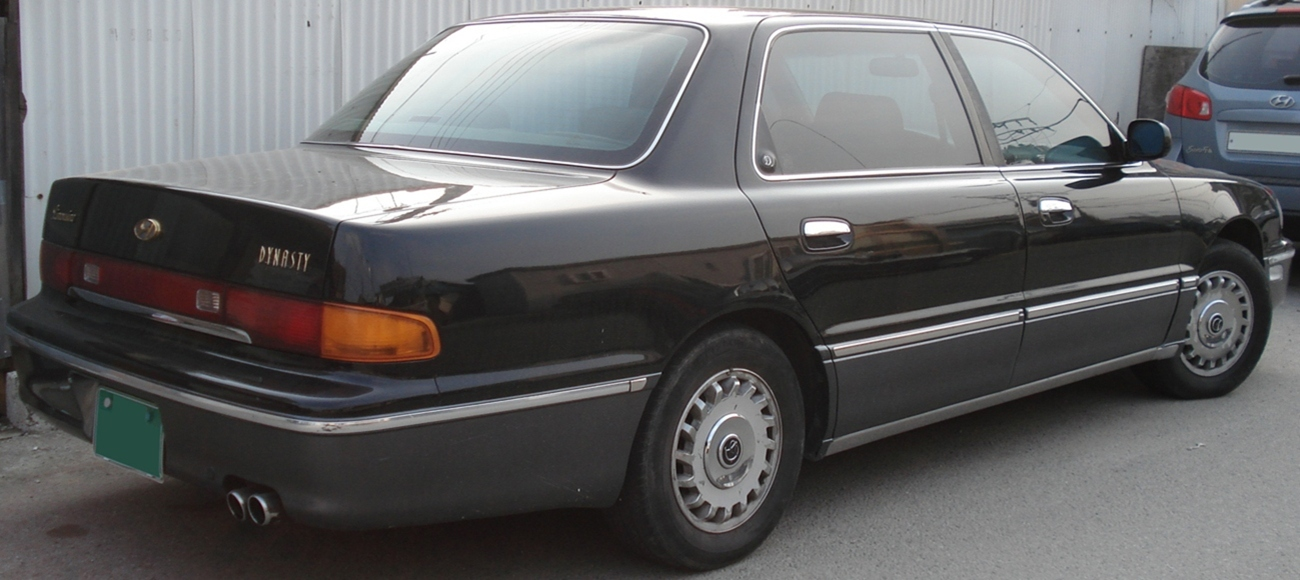
リムジン リア
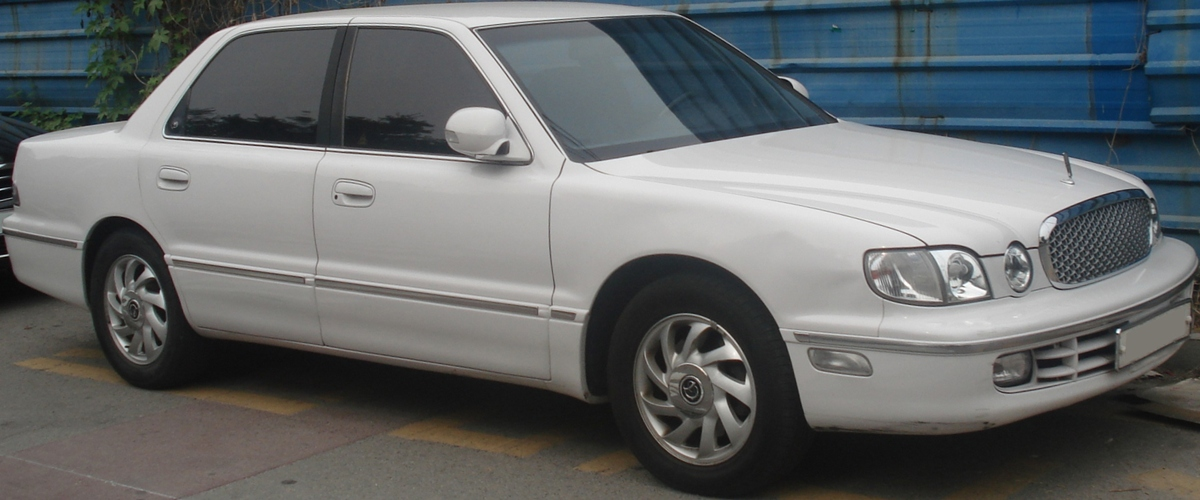
フェイスリフトモデル(2003年-2005年)
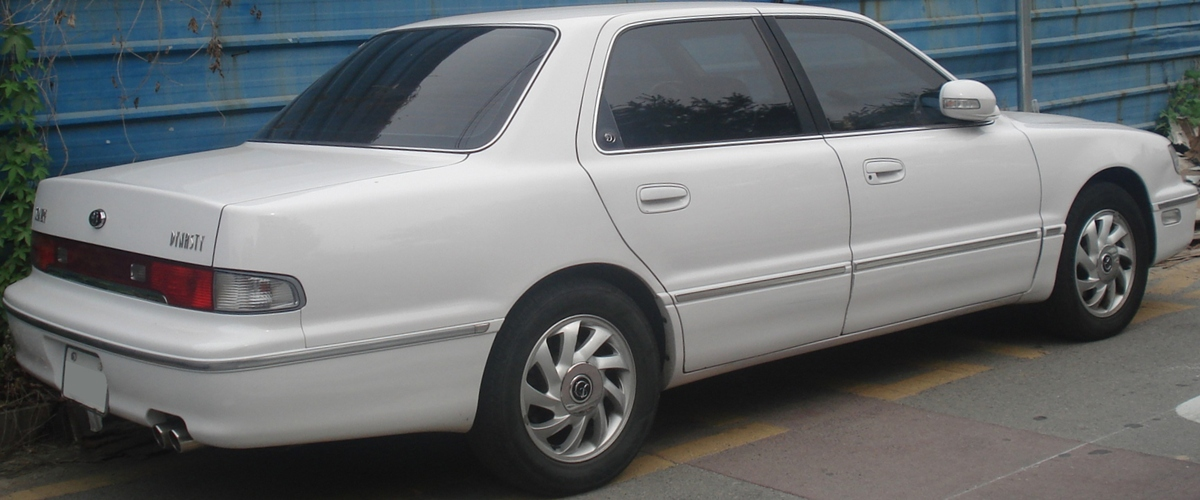
フェイスリフトモデル(2003年-2005年)

## 後継車
- 後継モデルとしてコードネーム「GH」の名称で開発されていたモデルが起亜自動車から「オピラス」として発売され、2003年から2011年まで販売されていた[2]。
- 直接の後継車ではないが、2014年にグレンジャーHGをベースに開発された上級車種のアスランが発売された。

## 車名の由来
英語で「王家、名家」という意味がある。